# サラ・バレリス
サラ・バレリス（Sara Beth Bareilles 1979年12月7日 - ）は、グラミー賞ノミネート歴を持つアメリカ合衆国のシンガー・ソングライター、ピアニスト、女優。
「Love Song」「Bottle It Up」「Gravity」「King of Anything」「brave」などのヒット曲で知られる。2007年の「Love Song」は大ヒットを記録し、米ビルボードのPop 100チャートでは第1位を記録した。

## 来歴
カルフォルニア州、ユーリカ生まれ。３人姉妹の一人でイタリア、イギリス、ドイツ、ポルトガル、フランスの血筋を持つ家庭に育った。彼女はイタリアに１年程住んでいたことがありイタリア語が話せる。また高校では合唱団に所属し、地元のミュージカルグループでも活動していた。
1998年、高校を卒業するとUCLAに進学し、コミュニケーション学を専攻した。大学ではアカペラサークルに入り作詞作曲に取り組むようになり、この頃に「Gravity」を生み出した。また当時「Kara's Flowers」という名前で活動していた「マルーン5」と知り合いになった。バレリスはピアノやギターなどの楽器はすべて独学で習得した。
2002年、大学卒業後はバーやクラブで演奏したり、インディ映画に出演したりしていた。2004年、最初のスタジオアルバム『Careful Confessions』を発表。翌年には Epic Recordsと契約を交わしプロとしての第一歩を踏み出した。当初はアクアラング、ミーカ、マルーン5、パオロ・ヌティーニ、ジェームス・ブラントなどのミュージシャンのコンサートの前座として活動していた。
2007年6月に発表したシングル「こんなハズじゃなかったラヴ・ソング（Love Song）」がビルボードのPop 100チャートでは第1位を記録。大ヒットし、ヨーロッパやアジアでも名前が知られるようになった。テレビや映画への出演も増えた。
2011年、日本公演のため初来日。公演後、東北の地震被災地を訪れ1週間ボランティアとして瓦礫の撤去作業を行った。ネイザン・イーストの2014年のアルバム『ネイザン・イースト』では、「アイ・キャン・レット・ゴー・ナウ」（マイケル・マクドナルドのカヴァー）にゲスト参加した。
2017年公開の映画『バトル・オブ・ザ・セクシーズ』のために「If I Dare」をニコラス・ブリテルと共作した。バレリスが歌った同曲は映画のエンドロールで流れる。

## ディスコグラフィ

### アルバム
| 年                                        | タイトル                           | アルバム詳細 | チャート最高位 | チャート最高位 | チャート最高位 | チャート最高位 | チャート最高位 | チャート最高位 | チャート最高位 | チャート最高位 | チャート最高位 | チャート最高位 | 認定                          |
| 年                                        | タイトル                           | アルバム詳細 | US             | AUS            | AUT            | CAN            | GER            | IRL            | NLD            | NZ             | SWI            | UK             | 認定                          |
| ----------------------------------------- | ---------------------------------- | --- | -------------- | -------------- | -------------- | -------------- | -------------- | -------------- | -------------- | -------------- | -------------- | -------------- | ----------------------------- |
| 2004                                      | Careful Confessions                | - 発売日: 2004年1月20日 - レーベル: Tiny Bear - フォーマット: CD                                                | —              | —              | —              | —              | —              | —              | —              | —              | —              | —              |                               |
| 2007                                      | Little Voice                       | - 発売日: 2007年7月3日 - レーベル: Epic - フォーマット: CD, LP, digital download, streaming - 全米売上: 100万枚 | 7              | 49             | 46             | —              | 52             | 36             | 31             | 26             | 34             | 9              | - US: プラチナ - UK: シルバー |
| 2010                                      | Kaleidoscope Heart                 | - 発売日: 2010年9月7日 - レーベル: Epic - フォーマット: CD, LP, digital download, streaming - 全米売上: 45万枚  | 1              | —              | —              | 13             | —              | —              | —              | —              | 97             | 138            |                               |
| 2013                                      | The Blessed Unrest                 | - 発売日: 2013年7月16日 - レーベル: Epic - フォーマット: CD, LP, digital download, streaming - 全米売上: 40万枚 | 2              | 73             | —              | 7              | —              | —              | —              | —              | 55             | —              |                               |
| 2015                                      | What's Inside: Songs from Waitress | - 発売日: 2015年11月6日 - レーベル: Epic - フォーマット: CD, digital download - 全米売上: 2.7万枚               | 10             | 90             | —              | 63             | —              | —              | —              | —              | —              | —              |                               |
| 2019                                      | Amidst the Chaos                   | - 発売日: 2019年4月5日 - レーベル: Epic - フォーマット: CD, LP, digital download                                | 6              | 25             | —              | 35             | —              | —              | —              | —              | —              | 82             |                               |
| "—"は未発売またはチャート圏外を意味する。 |                                    | |                |                |                |                |                |                |                |                |                |                |                               |

### シングル
- Love song（2007年）
- Bottle It Up（2008年）
- King of Anything（2010年）
- Brave（2013年）

## 賞歴
- 2008年: Billboard Year End Awards: "Hot Adult Contemporary Songs 第1位" 「こんなハズじゃなかったラヴ・ソング」
- 2008年: Billboard Year End Awards: "Hot Digital Songs Ranked 第6位" 「こんなハズじゃなかったラヴ・ソング」
- 2009年: グラミー賞: "Best Female Pop Vocal Performance" ノミネート「こんなハズじゃなかったラヴ・ソング」
- 2009年: グラミー賞: "Song of The Year" ノミネート「こんなハズじゃなかったラヴ・ソング」
- 2011年: グラミー賞: "Best Female Pop Vocal Performance" ノミネート「King of Anything」
- 2014年: グラミー賞: "Album of the Year" ノミネート「The Blessed Unrest」
- 2014年: グラミー賞: "Best Pop Solo Performance" ノミネート「Brave」
- 2016年: トミー賞: "Best Original Score" ノミネート「Waitress」
- 2016年: ドラマ・デスク・アワード:"Outstanding Music" ノミネート「Waitress」
- 2016年: ドラマ・デスク・アワード:"Outstanding Lyrics" ノミネート「Waitress」
- 2017年: グラミー賞:"Best Musical Theater Album" ノミネート「Waitress」

## 出演作品
- 映画「彼女が彼女を愛する時」Girl Play (2004)